# Sirtuïne
Sirtuïne of SIRT is de verkorte benaming voor Silent information regulator 2 eiwitten. Zij vormen een groep eiwitten die bijdragen aan de regulatie van het aflezen van bepaalde stukken van het DNA. De sirtuines spelen een grote rol bij het silencen, onderdrukken, van genen nabij de telomeren van het DNA. Hierdoor worden de genen in dit gebied niet of minder tot expressie gebracht.

## Sir2
Het Sir2-eiwit is het bekendste voorbeeld van een sirtuïne, en bij diverse organismen, waaronder mensen, komen varianten ervan voor. Sir2 zorgt, als het aan het DNA gehecht raakt, voor deacetylering van het DNA, waardoor het sterk gecondenseerd wordt. Afhankelijk van een aantal factoren kan het Sir2-eiwit zich vervolgens "uitspreiden" over het DNA, en een groter of kleiner gebied onderdrukken. Dit is een dynamisch proces, waardoor genen soms wel en soms niet worden onderdrukt.
Bij duplicatie van het DNA wordt het Sir2-eiwit (mogelijk werkt er een vergelijkbaar proces bij andere sirtuïnes) ook teruggevonden op de dochterstrengen. Na de duplicatie worden de ontstane gaten "opgevuld" met Sir2-eiwit. Hierdoor is de onderdrukking van bepaalde genen ook erfelijk.

### Andere sirtuïnes
Sir2 is de benaming voor het eiwit zoals dat voorkomt bij bepaalde zeer eenvoudige levensvormen, de variant bij zoogdieren, waaronder de mens en muizen is, SIRT1. Bij zoogdieren bestaan er 7 soorten sirtuïnes, SIRT1 tot en met SIRT7. Van de varianten SIRT2-7 is nog niet heel veel bekend.

## Medisch belang
Er zijn aanwijzingen dat sirtuïnes, en SIRT1 in het bijzonder een rol spelen bij veroudering en ouderdomsziekten zoals ouderdomssuikerziekte.
Bij bepaalde gisten en een klein soort worm, verlengt een versterkte werking van Sir2 de levensduur. Onderzoek bij muizen liet zien dat SIRT1 betrokken is bij het tegengaan van veroudering, en een rol speelt bij het voorkomen van diabetes type 2.
Een stof die de activiteit van SIRT1 kan versterken is resveratrol. Inmiddels zijn stoffen ontwikkeld die 1000 maal krachtiger werken dan resveratrol. Deze stoffen hebben namen als SRT1460, SRT1720 en SRT2183. Zelfs als deze stoffen voldoende effectief blijken, zal het nog jaren duren voordat op basis van deze stoffen nieuwe medicijnen kunnen worden ontwikkeld.
| Sirtuïne | Ziektegebied                                                                |
| -------- | --------------------------------------------------------------------------- |
| SIRT1    | Metabolisme, Neurologie, Hart- en vaatstelsel, Nieren, Kanker, Mitochondria |
| SIRT2    | Neurologie, Metabolisme, Kanker                                             |
| SIRT3    | Metabolisme, Mitochondria                                                   |
| SIRT4    | Metabolisme, Mitochondria                                                   |
| SIRT5    | Neurologie                                                                  |
| SIRT6    | Kanker                                                                      |
| SIRT7    | Hart- en vaatstelsel                                                        |